# Isla Sucia

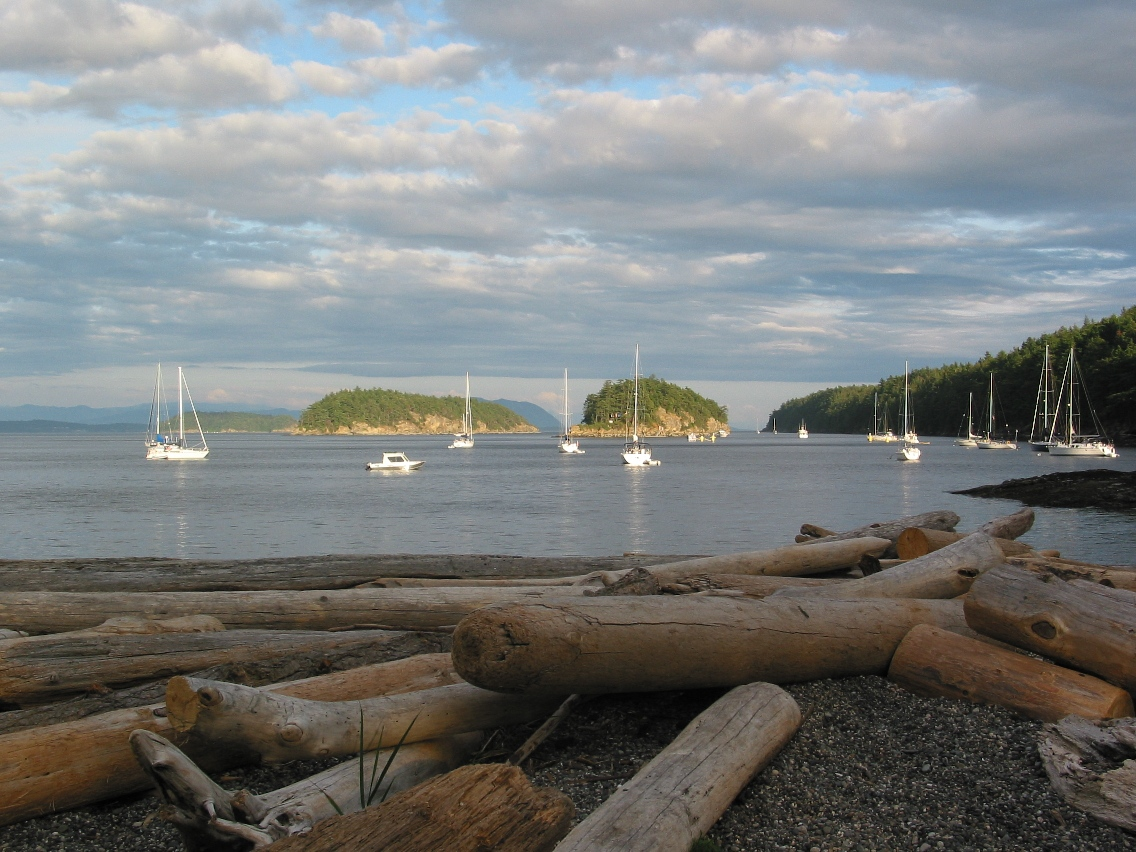
Isla Sucia vista desde lejos.

La isla Sucia  es una isla del archipiélago de las islas San Juan, situadas en el estrecho de Georgia. Pertenecen al Estado de Washington, Estados Unidos.
La isla posee un área de 2,259 km² mientras que el total de las islas asciende a 2,74 km² y una población de 4 personas, según el censo de 2000. Se encuentra a 2,5 millas al norte de la isla Orcas. Sucia se compone de diez islas, entre las que se encuentran la propia Isla Sucia, la pequeña Sucia, Justice, Ewing, Herndon y otros islotes.

## Origen del nombre
El nombre de Sucia fue acuñado por el capitán español Eliza, en su mapa de 1791. La llamó sucia, porque la costa estaba llena de rastrojos y presentaba arrecifes. 
- Datos: Q5648110
- Multimedia: Sucia Island / Q5648110